# Neustraße 18 (Riga)

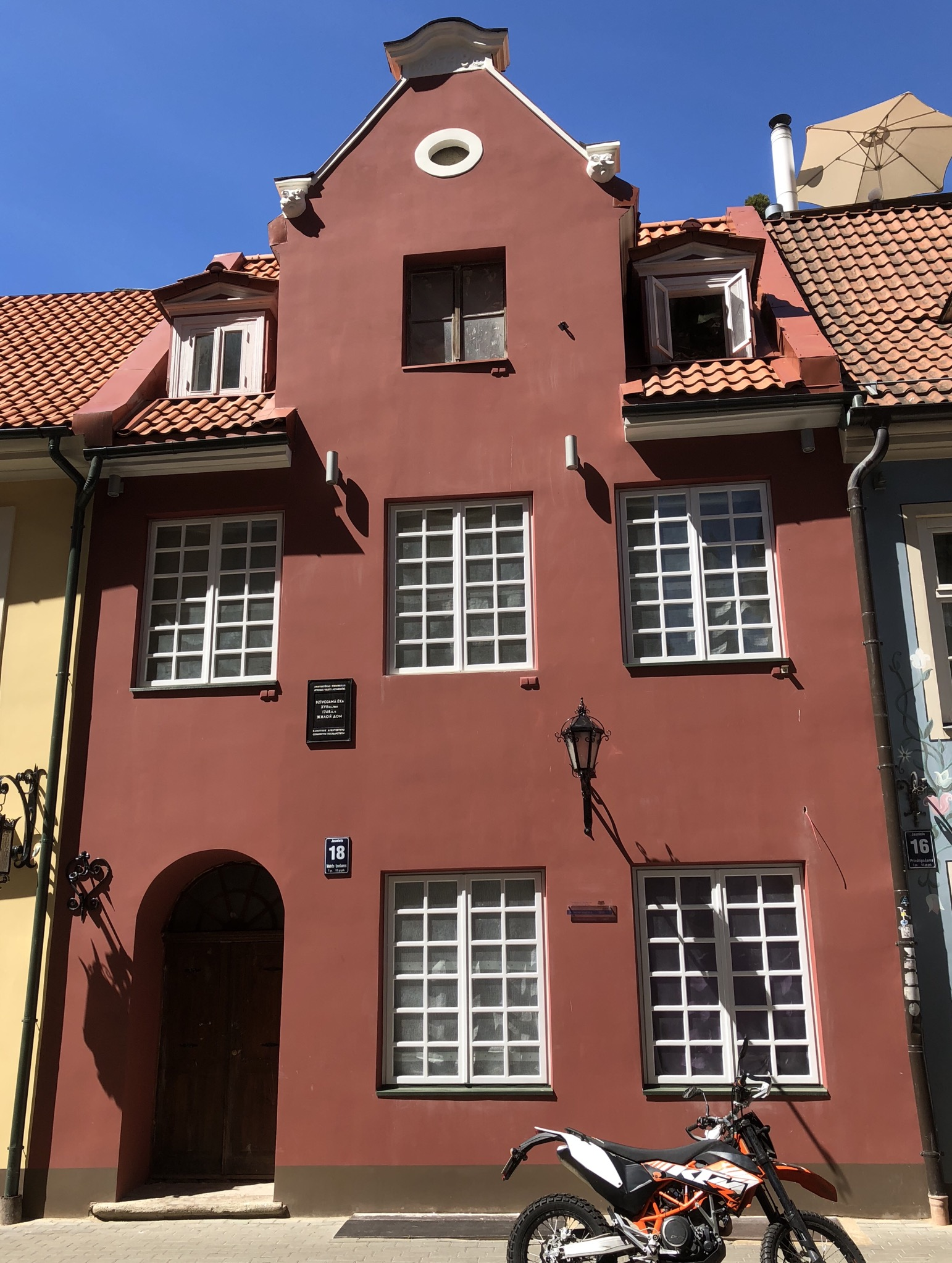
Haus Neustraße 18

Das Haus Neustraße 18 (lettisch Jauniela 18) ist ein denkmalgeschütztes Gebäude in der lettischen Hauptstadt Riga.
Es befindet sich auf der Westseite der Neustraße (Jauniela) in der Rigaer Altstadt, gegenüber der Einmündung der Kramerstraße (Krāmu iela).
Das kleine zweigeschossige Gebäude entstand im Jahr 1748 und ist Teil eines vom 16. bis zum 19. Jahrhundert entstandenen Gebäudeensembles. 1878 wurde es vom Architekten Friedrich Scheffel umgebaut. Es ist dreiachsig, wobei sich die Hauseingangstür in der linken Achse befindet. Das Dach wird von einem mittig angeordneten Zwerchhaus dominiert. Derzeit (Stand 2018) wird das Gebäude gastronomisch genutzt.
Seit dem 29. Oktober 1998 ist das Haus als Teil eines unter der Nummer 6542 im lettischen Denkmalverzeichnis eingetragenen Gebäudekomplexes denkmalgeschützt.